# Ketoprofen
Ketoprofen je chemická látka ze skupiny fenylpropanových kyselin (2-(3-benzoylfenyl)propanová kyselina). Je to farmaceuticky účinná látka, patřící mezi nesteroidní protizánětlivá léčiva s analgetickými a antipyretickými účinky.

## Vlastnosti
Ketoprofen je bílá krystalická látka prakticky nerozpustná ve vodě, snadno rozpustná v acetonu, ethanolu a dichlormethanu.
Strukturně je příbuzný dalším derivátům 2-fenylpropionové kyseliny jako jsou ibuprofen či diklofenak.

## Indikace
Ketoprofen patří do skupiny antiflogistik a antirevmatik.
Je používán jako analgetikum a protizánětlivá látka pro léčbu bolesti a zánětů, především ve svalech a kostech.

## Příprava
Poprvé byl ketoprofen syntetizován roku 1967 chemiky francouzské farmaceutické firmy Rhône-Poulenc.

příprava ketoprofenu dle původního patentu FR1546478 z roku 1968

Od té doby byla vypracována řada synthetických postupů, které jsou předmětem mnoha patentů.

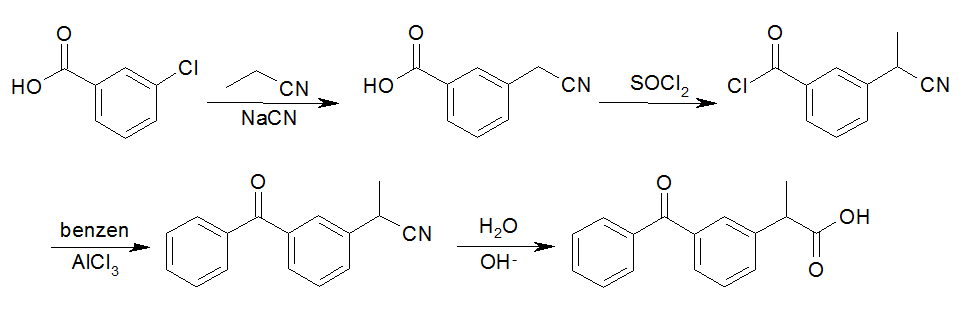
příprava ketoprofenu dle patentu Japanese Laid-Open Patent Publication No. 52-8301

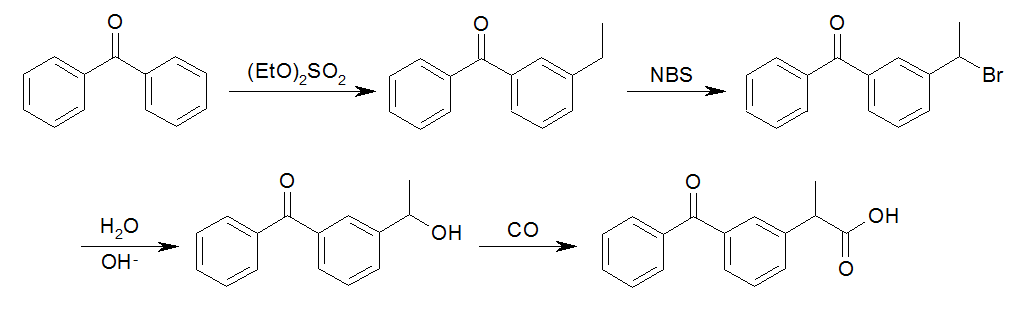
příprava ketoprofenu dle patentu ES 452,500 z roku 1977

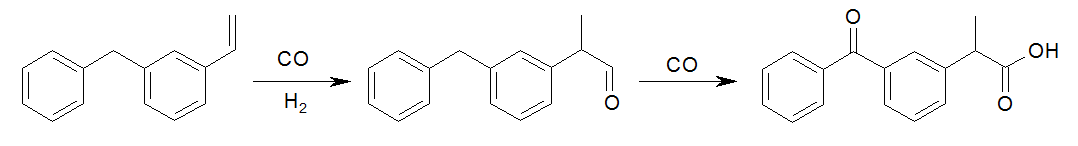
příprava ketoprofenu dle patentu EP0283038 z roku 1988

Příklady synthesy ketoprofenu: 

## Mechanismus účinku
Účinek ketoprofenu je založen na inhibici cyklooxygenáz (COX-1 a COX-2), katalyzujících přeměnu kyseliny arachidonové na prostaglandiny E1 a E2. Tyto prostaglandiny podporují vznik zánětu a snížení jejich tvorby tak vede k utlumení bolesti a potlačení zánětlivé reakce. Předpokládá se, že ketoprofen je schopen projít přes hematoencefalickou bariéru, čímž se vysvětluje jeho účinek na centra bolesti v mozku.

## Vedlejší účinky
Mezi závažné vedlejší účinky léčby ketoprofenem patří možný vznik fotosensitivních reakcí kůže při vystavení slunečnímu záření (svědění, zarudnutí až vyrážka).

## Dostupné formy
V České republice jsou registrovány tyto přípravky s obsahem topického ketoprofenu: Fastum gel, Keplat (léčivá náplast), Ketonal 5% krém a Prontoflex 10%.
V ČR je rovněž dostupný i enantiomerně čistý (+)-(S)-ketoprofen, dexketoprofen (např. Dexoket), který je účinnější než racemický ketoprofen.